# 6209 Schwaben
6209 Schwaben è un asteroide della fascia principale. Scoperto nel 1990, presenta un'orbita caratterizzata da un semiasse maggiore pari a 2,4073423 UA e da un'eccentricità di 0,1365305, inclinata di 1,41702° rispetto all'eclittica.